# Скшинка (Домбровський повіт)
Скшинка (пол. Skrzynka) — село в Польщі, у гміні Щуцин Домбровського повіту Малопольського воєводства.
Населення — 632 особи (2011).
У 1975-1998 роках село належало до Тарновського воєводства.

## Демографія
Демографічна структура станом на 31 березня 2011 року:
|          | Загалом | Допрацездатний вік | Працездатний вік | Постпрацездатний вік |
| -------- | ------- | ------------------ | ---------------- | -------------------- |
| Чоловіки | 309     | 62                 | 217              | 30                   |
| Жінки    | 323     | 61                 | 186              | 76                   |
| Разом    | 632     | 123                | 403              | 106                  |